# Leda (rivier)
De Leda is een rivier in het noorden van Duitsland. 
De rivier ontspringt als  Ohe in de gemeente Spahnharrenstätte in het Emsland en stroomt door de gemeenten Breddenberg, Saterland, Ostrhauderfehn, Rhauderfehn en Westoverledingen. Die laatste gemeente dankt haar naam aan de rivier. Bij Leerort, aan de zuidkant van de stad Leer mondt de Leda in de Eems. Aan de zuidkant van de monding ligt het gehucht Kloster Muhde, waarbij Muhde is afgeleid van het Oudfriese woord mutha, = monding.
Een belangrijke zijrivier van de Leda is de Jümme die er niet ver van Barßel in uitmondt.

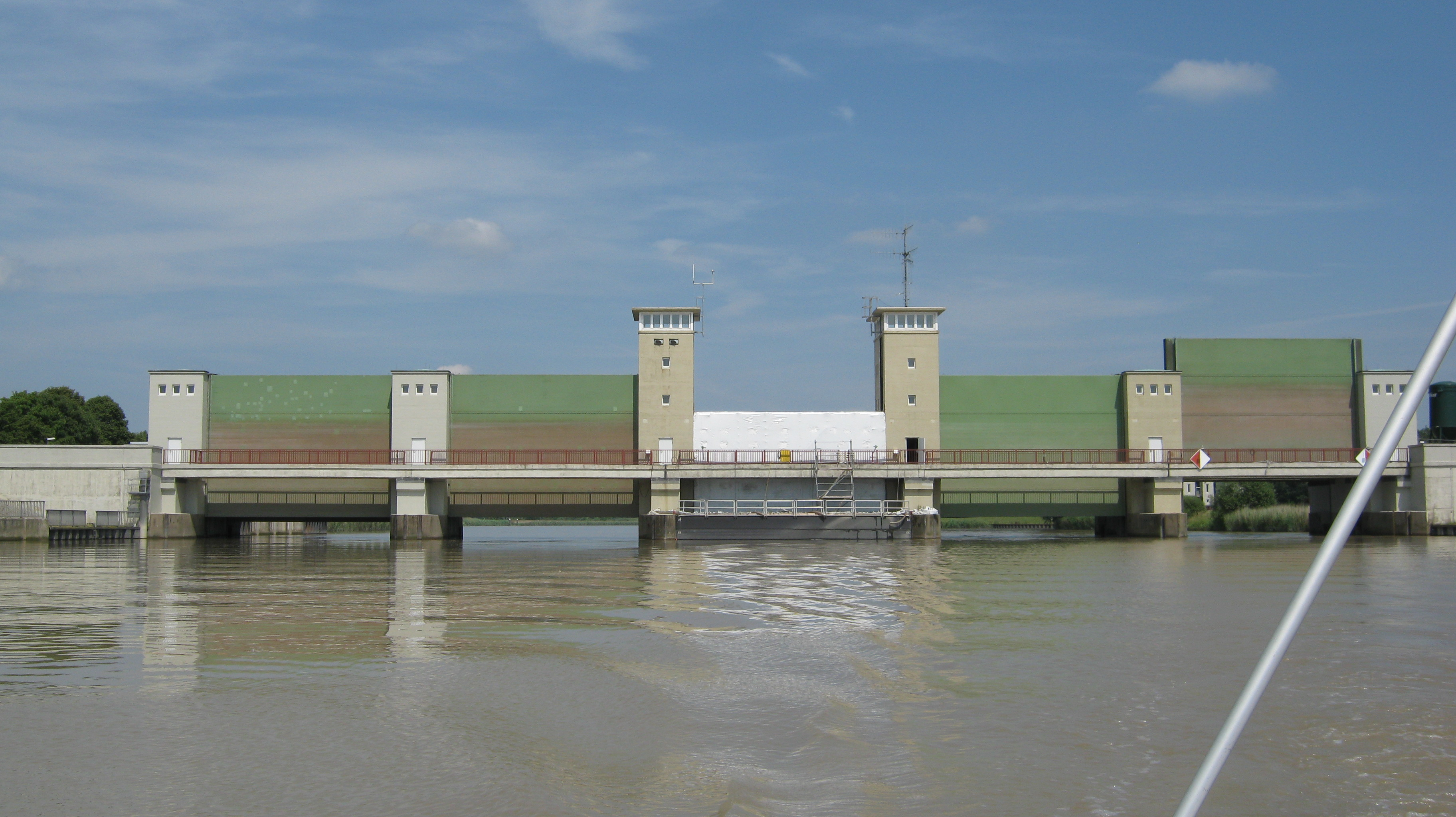
Het Ledasperrwerk

Via de Eems staat de Leda in open verbinding met de Noordzee. Om het achterland te beschermen tegen extreem hoogwater, is daarom een paar kilometer stroomopwaarts van de uitmonding in de Eems het Ledasperrwerk gebouwd.
- Virtual International Authority File: 302293927